# Hilda Abrahamz
Hilda Astrid Abrahamz Navarro (14. studenog 1959., Caracas) ikona je venezuelanske telenovele. Predstavljala je Venezuelu na natjecanju za Miss svijeta 1980. na kojem je ušla među polufinalistica.

## Uloge

### Telenovele
1. 2008./2009.: Nadie me dirá como quererte - RCTV
2. 2006./2007.: Te tengo en salsa - RCTV
3. 2005.: Amor a palos - RCTV
4. 2004.: Estrambótica Anastasia - RCTV
5. 2002.: Mi gorda bella - RCTV
6. 2001.: La niña de mis ojos - RCTV
7. 2001.: A calzón quitao - RCTV
8. 2000.: Angélica Pecado- RCTV
9. 1999.: Carita pintada - RCTV
10. 1997.: Todo por tu amor - Venevisión
11. 1995.: Ka Ina - Venevisión
12. 1992.: Por estas calles - RCTV
13. 1992.: Princesa - RCTV
14. 1991.: El desprecio - RCTV
15. 1990.: Natacha - RCTV
16. 1988.: Abigail - RCTV
17. 1987.: Selva Maria - RCTV
18. 1987.: La pasión de Teresa - RCTV
19. 1986.: De mujer a mujer
20. 1983.: Dobrodošla Nada - RCTV
21. 1983.: Leonela - RCTV
22. 1982.: De su misma sangre - RCTV
23. 1982.: Kapricho SA - RCTV
24. 1982.: La Señorita Perdomo - RCTV
25. 1981.: Luz Marina - RCTV

## Vanjske poveznice
- IMDB